# 细叶青冈
细叶青冈（学名：Cyclobalanopsis gracilis）为壳斗科青冈属下的一个种。其种加词来源于拉丁文“gracilis”，意为“纤细的”。